# Gut Ludwigsburg
Koordinaten: 54° 30′ 47,5″ N, 9° 55′ 53,7″ O

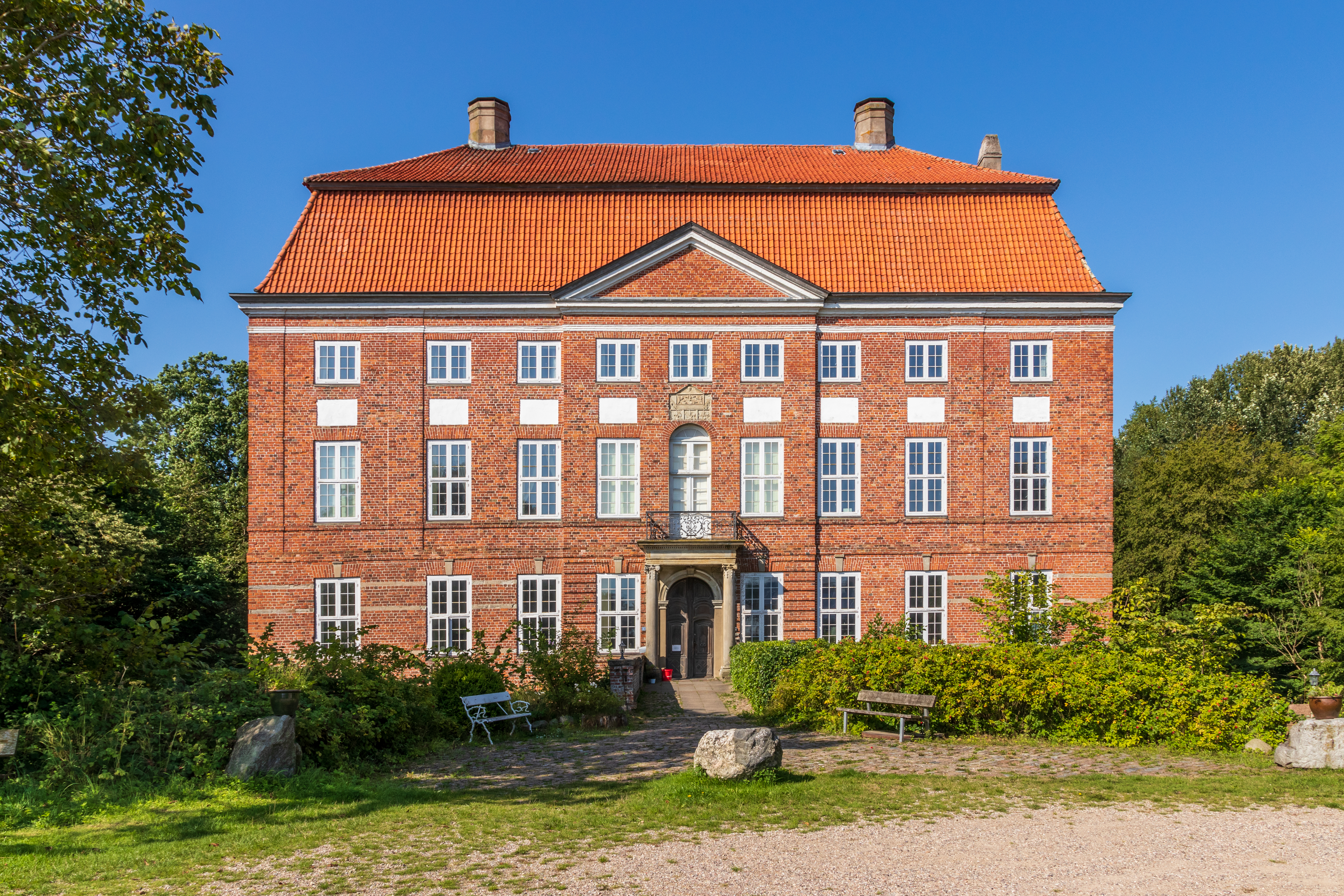
Das Herrenhaus auf Gut Ludwigsburg, die Hoffassade

Das Gut Ludwigsburg (dän. Kohoved oder Kohøved) ist ein Gutshof in der Gemeinde Waabs im nordöstlichen Schleswig-Holstein. Er ging aus einer Wasserburg des Mittelalters hervor. Das ursprünglich als Kohöved (cohovede, dänisch: „Kuhkopf“) bekannte Adlige Gut in der Nähe von Eckernförde kam im 18. Jahrhundert in den Besitz des Grafen Friedrich Ludwig von Dehn. Unter dem königlichen Statthalter in Schleswig-Holstein wurde das heutige barocke Herrenhaus errichtet.

## Geschichte des Guts

### Geschichtlicher Überblick
Das Gut wurde im 14. Jahrhundert durch die alteingesessene Familie Sehestedt begründet, die hier eine curia; also einen Wirtschaftshof und eine kleine Wasserburg errichteten. Der Name Kohøved ist seit dem 15. Jahrhundert belegt. Durch einen Erbgang geriet Kohøved 1564 an einen Familienzweig der Rantzau. Unter Paul Rantzau, der mit seiner Frau Beate (geborene Sehestedt) auch die sogenannte Ritterburg in Eckernförde bewohnte, wurde ein neues Herrenhaus anstelle der alten Wasserburg errichtet, der Besitz wurde später um die Güter Bienebek und Bothkamp vergrößert.

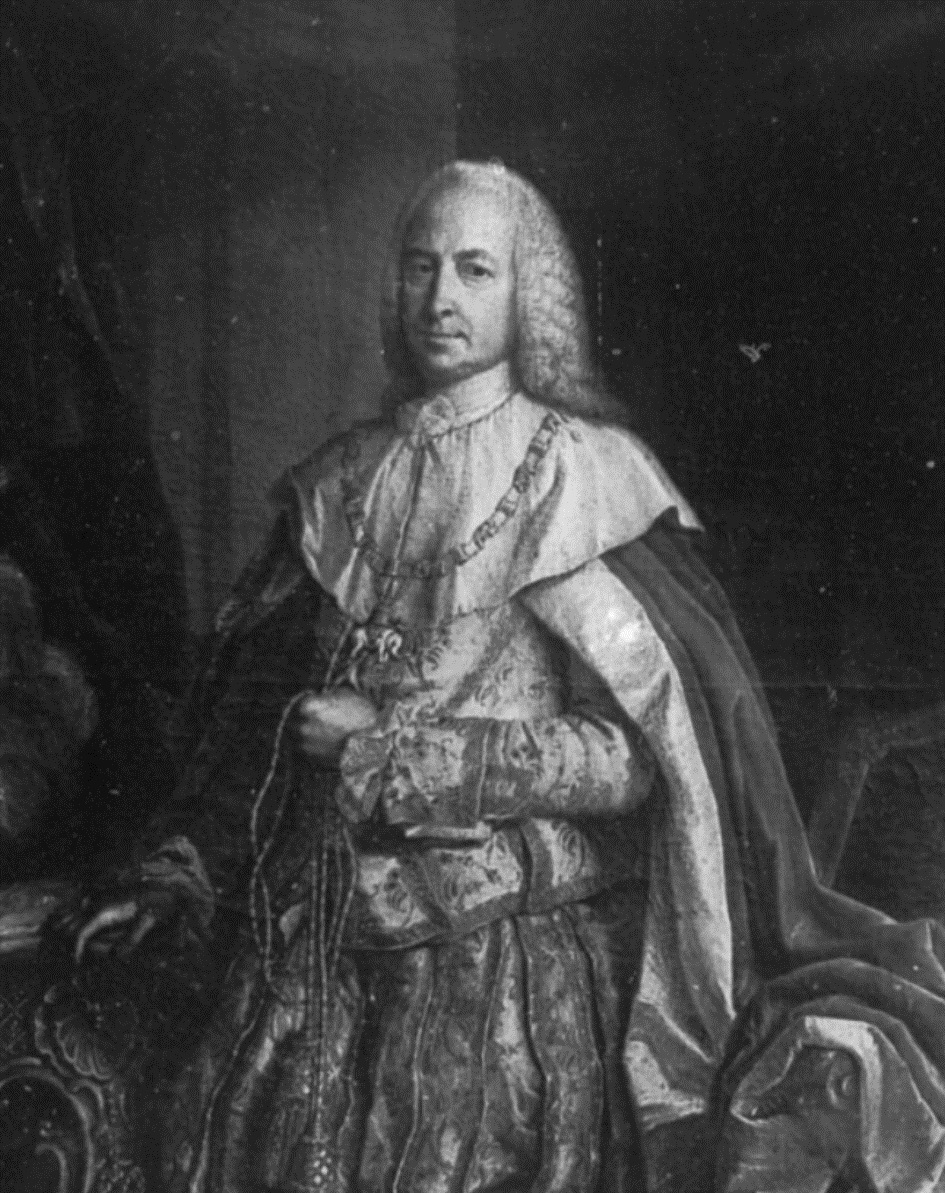
Graf Friedrich Ludwig von Dehn ließ ab 1740 das heutige Herrenhaus errichten

Ab dem 17. Jahrhundert änderten sich die Besitzverhältnisse auf Kohøved mehrfach. 1670 ging das Gut kurzzeitig an Friedrich von Ahlefeldt, aber nach dessen Tod schon 1672 an den Freiherren Friedrich Christian Kielman von Kielmansegg. Dieser ließ das Gut zu seinem Hauptwohnsitz umbauen und die Bunte Kammer einrichten, einen holzgetäfelten Raum, in dessen Wände 174 Miniaturgemälde eingesetzt waren, die mit deutschen, lateinischen, niederländischen, italienischen, spanischen und englischen Sinnsprüche verbundene Embleme darstellen.
1690 verkaufte Kielmansegg das Gut an die Familie Temming, deren Oberhäupter als königliche Kanzler in Kopenhagen dienten. Auf die Temmings, die 1722 in Konkurs gingen, folgten wiederum wechselnde Besitzer, bis der Besitz 1729 durch Friedrich Ludwig von Dehn erworben wurde. Dieser ließ ab 1740 das heutige Herrenhaus errichten. Dehn wurde 1762 vom dänischen König zum Statthalter in Schleswig-Holstein ernannt, 1768 verlieh er dem Gut, auf dem er 1771 auch starb, den neuen Namen Ludwigsburg. Durch Erbgänge ging Ludwigsburg später wieder an die Familie Ahlefeldt, die hier mit verschiedenen holsteinischen und dänischen Zweigen bis 1950 verblieb. Der Besitz wurde anschließend an die Erbengemeinschaft Carl verkauft, deren Nachkommen das Gut heute noch bewirtschaften.

### Gegenwart
Der Hof- und der Gartenbereich auf Gut Ludwigsburg sind für Besucher weitgehend zugänglich. Das Gut wird landwirtschaftlich betrieben, dazu Pferdezucht (Trakehner, Araber, Holsteiner und Ponys) und Reitbetrieb mit einer Reithalle und Ställen für eigene und Gastpferde. Damit verbunden sind eher touristische Angebote wie Ponyreiten und Ausfahrten im Planwagen. Auf Ludwigsburg werden Ferienwohnungen vermietet, im Wirtschaftshof sind ein Café und ein Hofladen untergebracht. Das Herrenhaus kann nach Voranmeldung besichtigt werden, die großen Säle werden zudem für Feierlichkeiten vermietet.

## Baulichkeiten

### Das Herrenhaus

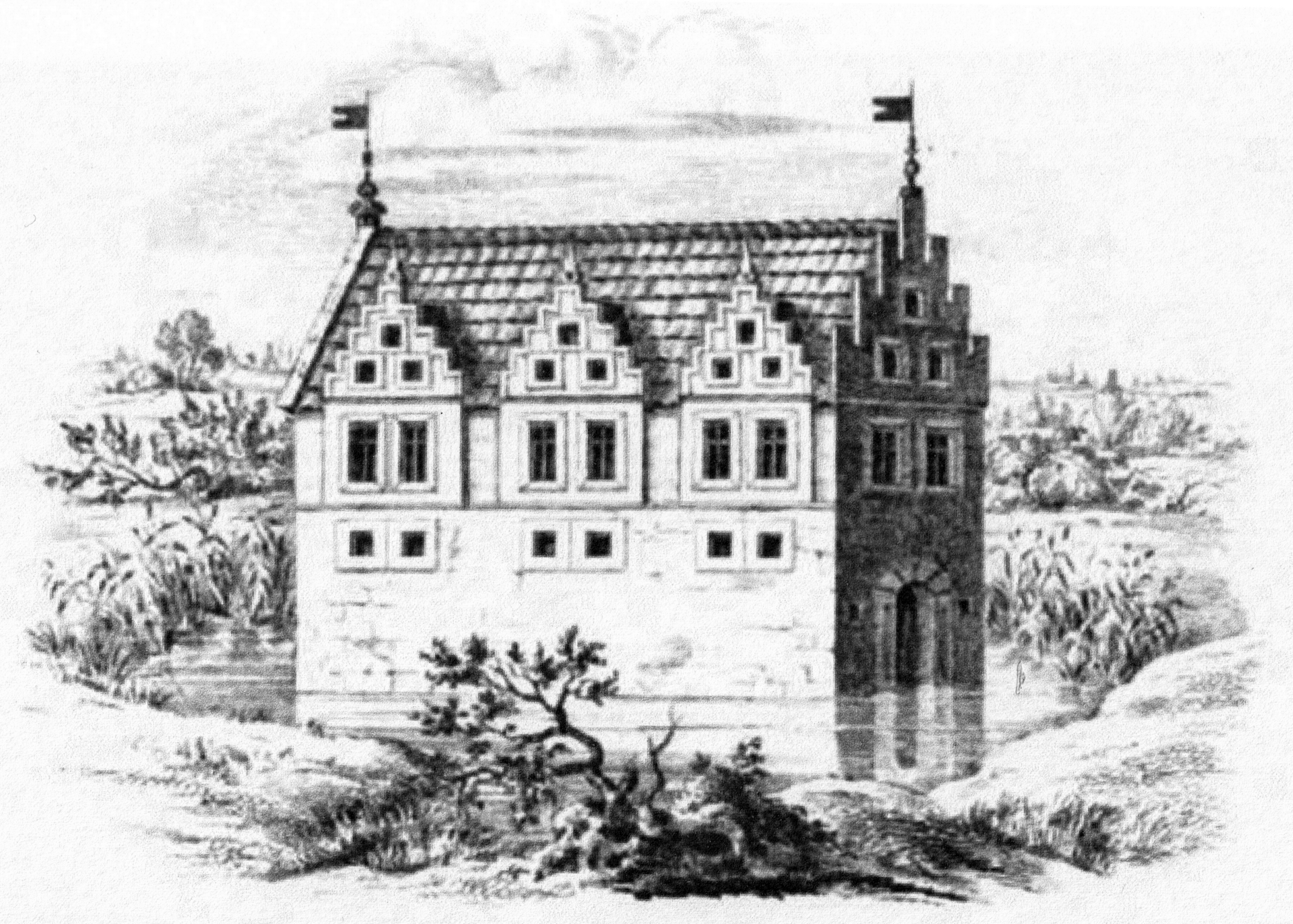
Der erste Bau des Wasserschlosses

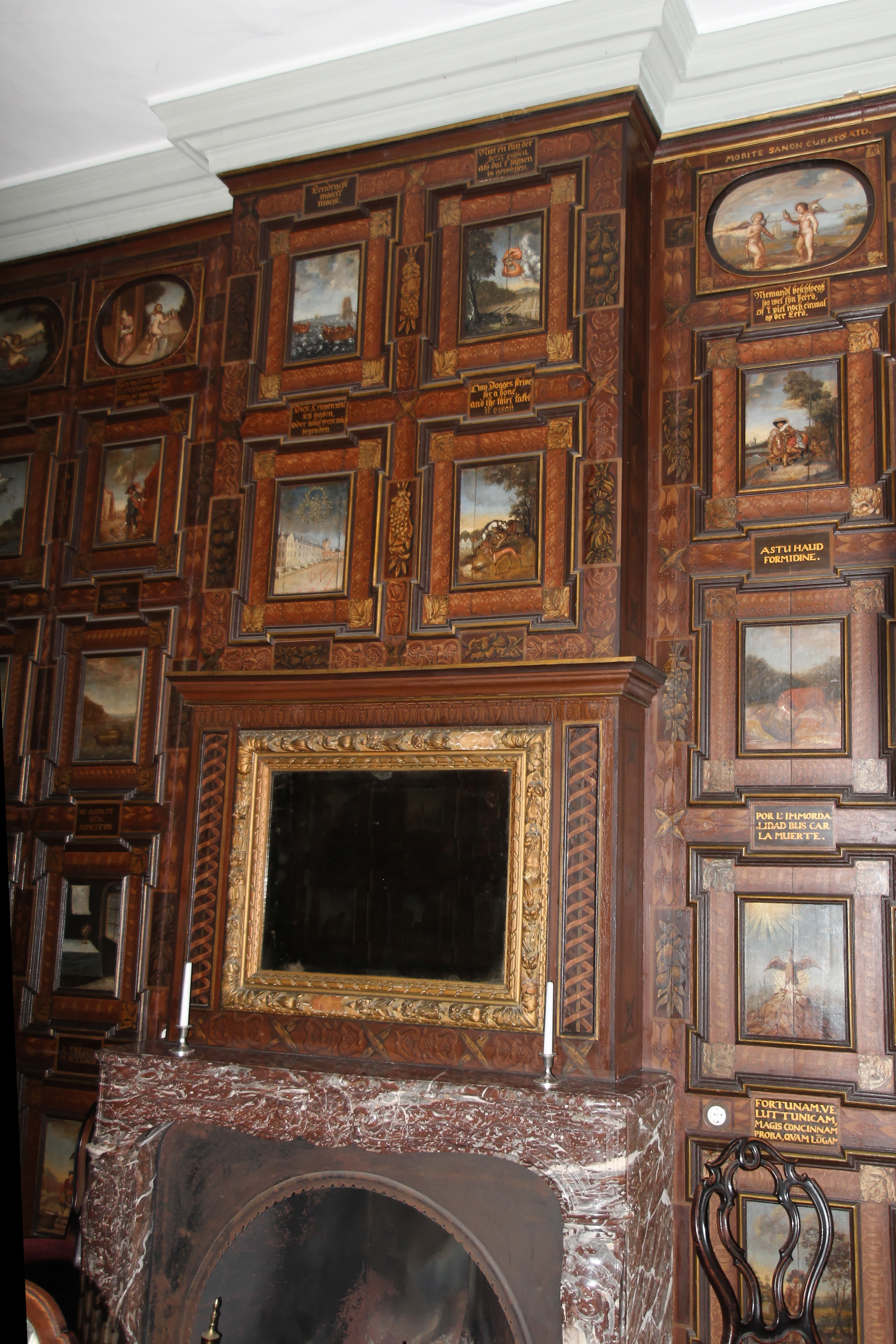
Bunte Kammer

Das Herrenhaus entwickelte sich aus einer Reihe von Vorgängerbauten. Auf eine Wasserburg des 14. Jahrhunderts folgte ab 1590 ein landestypisches Doppelhaus, das von 1730 bis 1740 größtenteils abgebrochen, beziehungsweise zu dem heutigen Barockbau umgestaltet wurde. Von dem Vorgängerbau sind noch heute die Grundmauern und das Kellergeschoss erhalten, dies wird auch im Außenbau deutlich, wo an verschiedenen Stellen im Mauerwerk noch die für die Nordische Renaissance typische Gliederung von Backsteinschichten und horizontalen Sandsteinbändern erhalten ist. Ludwigsburg gehört mit zu den größten barocken Gutshäusern im einstigen Herzogtum Schleswig. Das Herrenhaus von 1740 erhebt sich als großes, quaderförmiges Gebäude direkt aus seinem Hausgraben. Es verfügt über vier Stockwerke; zwei Voll- und zwei Halbgeschosse und wird von einem mächtigen Mansarddach bedeckt. Das Haus ist vollständig aus Backstein errichtet, die Fassaden sind nur schlicht in barocken Formen modelliert. Die Garten- und die Hoffassaden sind neunachsig durchfenstert, die Schmalseiten des Gebäudes vierachsig.

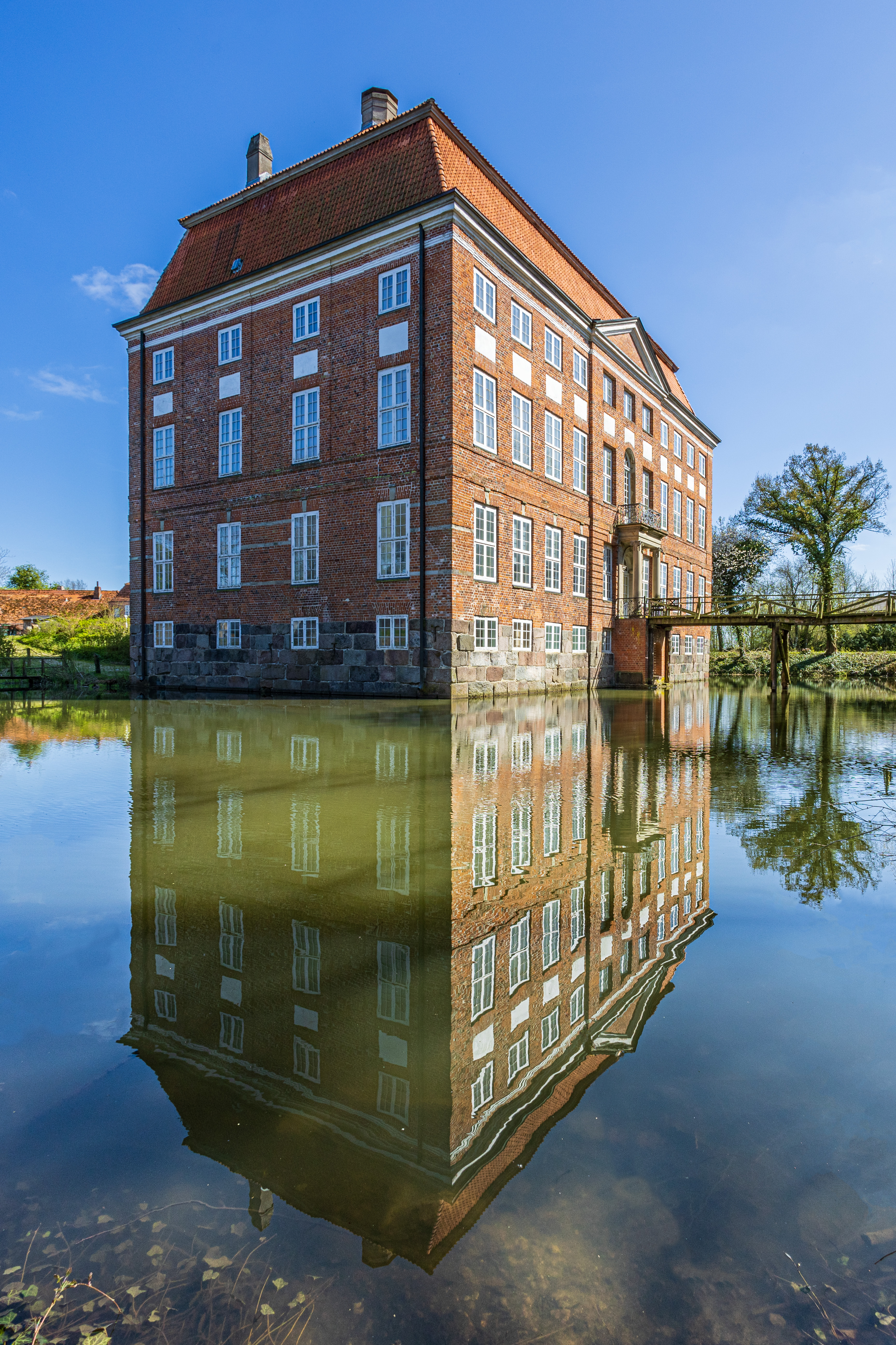
Das Herrenhaus im Hausgraben

Der zweiteilige Grundriss des Herrenhauses verweist noch immer auf das Doppelhaus des 16. Jahrhunderts. Entsprechend der späteren Neugestaltung des Baus sind auch die Innenräume des Herrenhauses im barocken Stil des 18. Jahrhunderts gehalten. Die wandfeste Dekoration der Räume ist jedoch nicht vollständig erhalten, da ein Brand im 20. Jahrhundert vor allem in den oberen Geschosses Teile der Originalausstattung zerstörte. Der größte Raum des Gebäudes ist der im Stil des Louis-seize festlich gestaltete Goldene Saal, der in der Beletage mit dem angrenzenden Kleinen Saal den repräsentativen Mittelpunkt des Hauses bildet. Eine Besonderheit auf Ludwigsburg ist die sogenannte Bunte Kammer, deren Ausstattung noch aus der zweiten Hälfte des 17. Jahrhunderts stammt. Es handelt sich um einen vertäfelten Raum, der mit 145 kleinen Bildnissen, Emblemen und Sinnsprüchen geschmückt ist. Die kleinformatigen Gemälde stellen zum Teil bildlich die aufgeführten Zitate dar, aber auch Abbildungen des alten Herrenhauses Kohøved oder des Gottorfer Neuwerkgartens sind zu finden. Die Bunte Kammer ist in dieser Form in Schleswig-Holstein einzigartig, lediglich auf dem Gut Gaarz bei Oldenburg findet sich ein ähnlicher, wenn auch schlichter gestalteter Raum.

### Hof, Torhaus und Garten

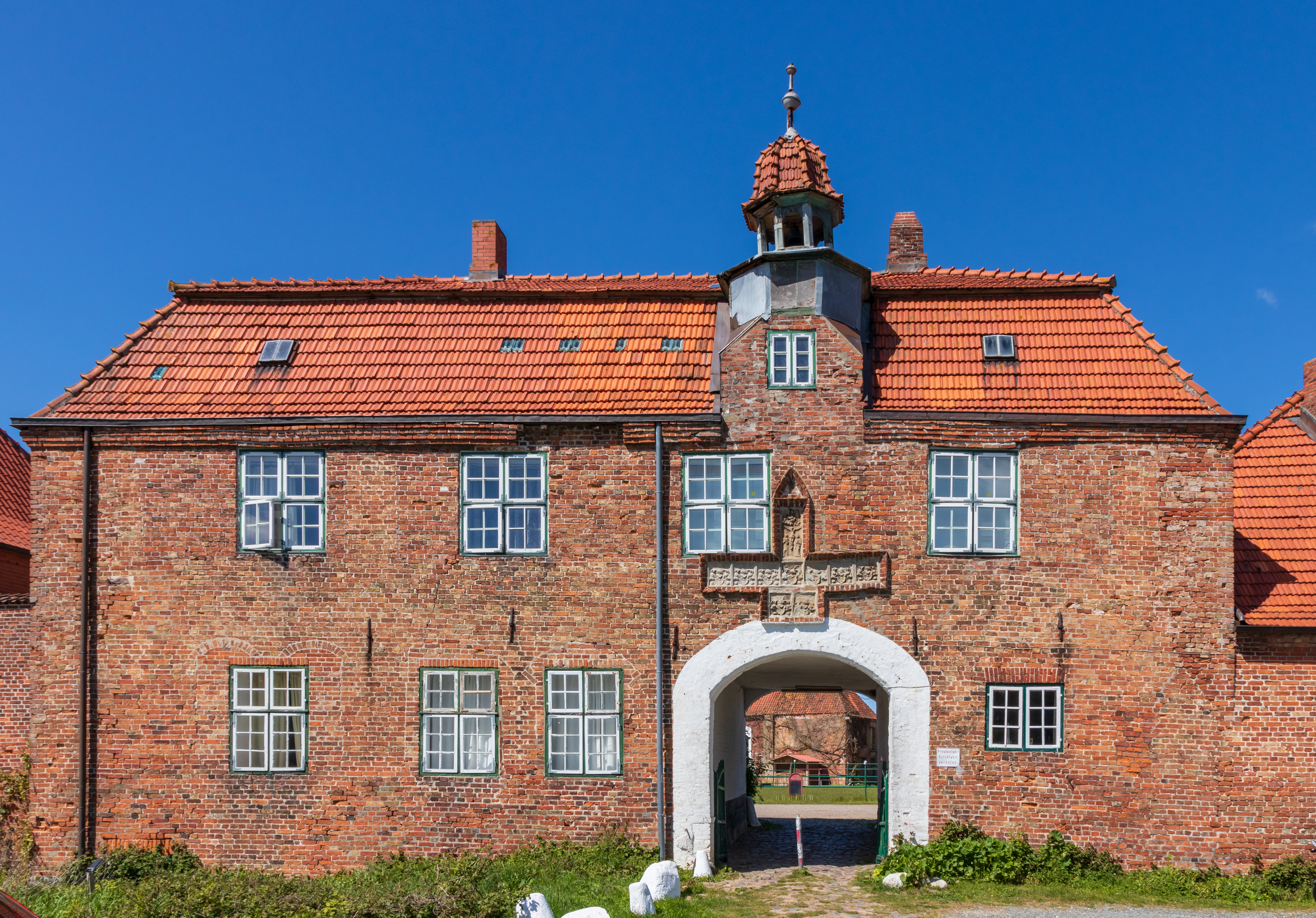
Das Torhaus von Gut Ludwigsburg

Dem Herrenhaus ist in östlicher Richtung ein großer Wirtschaftshof vorgelagert, der seine heutige Gestalt in der Mitte des 20. Jahrhunderts erhielt. Der Platz war bis 1967 von dem sogenannten Krummhaus begrenzt, einem großen, halbkreisförmigen Bau des 18. Jahrhunderts, der zusammen mit dem Herrenhaus eine große, architektonische Einheit im Sinne des Barock bildete. Das vermutlich von Johann Gottfried Rosenberg ab 1740 errichtete Haus diente als Wirtschaftsgebäude, sein Abbruch erfolgte, da seine Dimensionen den Erfordernissen der modernen Landwirtschaft nicht mehr genügten. An seiner Stelle blieb ein runder Hofplatz zurück, auf der Fläche dahinter wurden nüchterne Zweckbauten errichtet, lediglich die Endpavillons blieben bestehen. An das Krummhaus grenzten weitere Nebengebäude, die heute die südliche Begrenzung des Hofs bilden. Das bedeutendste dieser Gebäude ist das alte Torhaus des Guts, das noch aus dem 16. Jahrhundert stammt, in späteren Zeiten jedoch mehrfach umgestaltet wurde. Seine Feldseite wird von neun kreuzförmig angeordneten Sandsteintafeln geziert, die unter anderem die Wappen der Rantzaus und der Sehestedt zeigen.
Westlich des Herrenhauses befand sich seit dem 18. Jahrhundert ein barocker Garten. Die einstmals streng nach französischen Vorbildern ausgerichtete Anlage wurde ab 1845 im Stil englischer Landschaftsgärten umgestaltet, wobei die durch Wassergräben und barocke Alleen gebildete Grundstruktur jedoch bis in die Gegenwart erhalten blieb.